# HD 1826
HD1826 є хімічно пекулярною зорею спектрального класу
A3 й має видиму зоряну величину в
смузі V приблизно  6.9.
.